# Schöner Mann
Der Schöne Mann, Wängkopf oder Wendkopf ist ein 1532 m hoher Berg an der Grenze zwischen den Gemeinden Dornbirn und Hohenems in Österreich. Er ist der höchste Gipfel der Schuttannenberge. Ein nicht markierter Pfad führt aus südöstlicher Richtung hinauf. Vom Gipfel, der durch ein Gipfelkreuz gekennzeichnet ist, besteht Aussicht auf den Bodensee sowie auf zahlreiche Berge in Österreich und der Schweiz.
Seit 1961 ist die Höhe auf den offiziellen Karten mit 1532 m angegeben, auf älteren Karten mit 1539 m.
Am Südhang, auf Dornbirner Gemeindegebiet, liegt die nach dem Berg benannte Schönermannalpe.

## Name
Die Benennung des Berges ist außergewöhnlich uneinheitlich. Auf dem Franziszeischen Kataster (Urmappe) ist der Gipfel gar nicht eingezeichnet, und die Benennung „Schöner Mann“ bezeichnet einen Punkt am Westende des Rückens mit einer markanten Felsformation. Auf der Landesaufnahme von 1871/72 bleibt das gleich, während die revidierte Landesaufnahme von 1887 diesen Punkt noch auf 1478 m ü. A. festlegt. Erst auf der Spezialkarte 1908–1915 ist zusätzlich der Gipfel selbst eingezeichnet, allerdings nur mit einer Höhenangabe von 1539 m und ohne Namen. Das bleibt bis zur provisorischen ÖK50 von 1946/47 so. Auf den späteren Ausgaben der ÖK50 (ab 1961) wird der Gipfel selbst als „Schöner Mann“ mit einer Höhe von 1532 m bezeichnet. Die aktuelle Ausgabe bezeichnet den Gipfel als „Wendkopf“ und positioniert den Namen „Schöner Mann“ wieder etwa an die Stelle wie bei den Karten vor 1961, ohne jedoch einen spezifischen Punkt zu markieren. Die von der Stadt Dornbirn herausgegebene Wanderkarte bezeichnet den Gipfel als „Wängkopf“ und positioniert den „Schönen Mann“ auf einen Nebengipfel auf 1522 m ü. A. Andere Wanderkarten sowie der Alpenvereinsführer bezeichnen den Gipfel ausdrücklich als „Schöner Mann“.
„Schöner Mann“ ist also jedenfalls ein Name, der stets mit dem Berg in Bezug stand und wechselnd für den Berg selbst, für die Felsformation am Westende und für einen Nebengipfel verwendet wurde. Der Hauptgipfel wird ebenfalls wechselnd als „Schöner Mann“, „Wendkopf“ oder „Wängkopf“ bezeichnet, wobei offizielle Karten vor 1961 überhaupt keinen Namen für den Gipfel aufweisen, obwohl es sich um die höchste Erhebung in den Schuttannenbergen handelt.

## Bergbau
Auf Grund alter Urkunden wird geschlossen, dass sich im Bereich der Alpe „Schöner Mann“ ein Silber- und Bleibergwerk befand. Dies wurde in der Churer Urkunde von 909 erstmals urkundlich erwähnt. Als im Jahr 1430 Pfandschaft Ems von Erzherzog Siegmund in ein erbliches Reichslehen umgewandelt wurde, zählte zu den Lehensgütern auch dieses Silber- und Bleibergwerk.